# Bilandapur
Bilandapur is een census town in het district Dakshin 24 Parganas van de Indiase staat West-Bengalen.

## Demografie
Volgens de Indiase volkstelling van 2001 wonen er 5.722 mensen in Bilandapur, waarvan 51% mannelijk en 49% vrouwelijk is. De plaats heeft een alfabetiseringsgraad van 48%.